# Західна Азія

Західна Азія, Південно-Західна, Передня Азія — група природних країн, що включає Малоазійське, Вірменське й Іранське нагір'я, Межиріччя, Аравійський півострів, Левант, Кавказ (частково), Копетдаг.
Територіально Передня Азія охоплює Кіпр (її також відносять до Європи) та Туреччину, Грузію, Вірменію, Азербайджан, Іран, Афганістан, Ліван, Сирію, Йорданію, Ізраїль, Палестину, Ірак, Кувейт, Синайський півострів Єгипту, Саудівську Аравію, Ємен, Катар, Оман, ОАЕ, Бахрейн.
Західна Азія є синонімом Передньої Азії, але використовується здебільшого як політичний термін. Політична Західна Азія охоплює ту ж саму територію, але іноді без Грузії, Вірменії, Азербайджану (їх відносять до Європи).
Аравійський півострів і Межиріччя також поєднують у Південно-Західну Азію.
Північні райони Передньої Азії (Передньоазійське нагір'я) є однією з ланок середземноморського геосинклінального пояса, у якому молоді складчасті структури обрамляють більш давні тверді серединні масиви, що й привело до формування тут типового рельєфу нагір'їв з більше високими окраїнними хребтами й зниженими в порівнянні з ними внутрішніми плоскогір'ями.
Аравійський півострів і Левант відносяться до давніх платформових структур Гондвани й за своїми геологічними й геоморфологічними особливостями близькі до суміжних районів Африки.
Рівнини Межиріччя сформувалися на місці передгірного прогину, що виник між альпійськими структурами на півночі і платформовими на півдні.
Загальною рисою природи є панування аридних ландшафтів із широким поширенням (особливо на півдні) пустель, напівпустель і сухих степів, наявністю величезних безстічних областей. Лише узбережжя Середземного, Чорного, півдня Каспійського морів, а також південний захід Аравійського півострова й деяких гірських районів відрізняються кращою зволоженістю, що визначає поширення субтропічних, а на Аравійському півострові — тропічних лісових і чагарникових формацій.
З корисних копалин тут виділяються великі родовища нафти (головним чином у басейні Перської затоки й на Апшеронськім півострові).
Передня Азія — аридний регіон, що потерпає від посух, з убогими й непостійними опадами (ASCAD 1997). Близько 80 відсотків території регіону належить до напівпустель і пустель (AOAD 1995). Найбільшим природним лихом регіону є посухи.
Сільське господарство більшості країн Передньої Азії зосереджено у розвитку екстенсивного скотарства (у багатьох районах — кочового), що використовує пасовищні угіддя.
Клімат Азії надзвичайно різноманітний. На півночі він дуже холодний, на півдні — жаркий, на східних і південно-східних окраїнах материка переважно вологий, а в центральних районах — посушливий. Першопричина різноманітності клімату Азії — нерівномірне надходження на її поверхню сонячної радіації, що пов'язано з розташуванням цієї частини світу в усіх географічних поясах Північної півкулі. Так, області Азії біля екватора отримують удвічі більше сонячної радіації, ніж території за Полярним колом.